# ミーン・ガールズ (ミュージカル)
『ミーン・ガールズ』（原題: Mean Girls）は、ジェフ・リッチモンド作曲、ネル・ベンジャミン作詞、ティナ・フェイ脚本による青春ミュージカル。2002年のロザリンド・ワイズマンによるノンフィクション書籍『Queen Bees and Wannabes』を基にし、フェイが脚本を執筆した2004年の映画『ミーン・ガールズ』を基にしている。2017年10月、ワシントンD.C.にあるナショナル・シアターで初演し、2018年4月、オーガスト・ウィルソン・シアターでブロードウェイ公演が開幕した。コロナウイルス感染症の蔓延の影響で2020年3月11日に閉幕した。

## 背景
2004年の映画『ミーン・ガールズ』のミュージカル化は2013年までに決定していた。映画の台詞によりファンは10月3日を「ミーン・ガールズ・デー」と呼んでおり、2016年10月3日に2017年秋のワシントンD.C.でのミュージカル版世界初演のニュースが報じられた。2016年12月30日、プロデューサーらは2017年10月にワシントンD.C.にあるナショナル・シアターにてミュージカル版世界初演が行なわれることを認めた。

## プロダクション

### ブロードウェイ
2017年10月31日から12月3日、ワシントンD.C.にあるナショナル・シアターにてミュージカル版世界初演が行なわれた。2018年3月12日、ブロードウェイにあるオーガスト・ウィルソン・シアターにてプレビュー公演が開幕し、4月8日に本公演が開幕した。ケイシー・ニコロウが演出および振付を担当し、ローン・マイケルズとスチュアート・トンプソンがプロデュースした。グレッグ・バーンズが衣装デザイン、スコット・パスクが装置デザイン、フィン・ロスとアダム・ヤングがビデオ・デザイン、ケネス・ポスナーが照明デザイン、ブライアン・ローナンが音響デザインを担当した。2020年1月23日、ブロードウェイ・プロダクションはすでに制作費を回収できたことを発表した。コロナウイルス感染症の蔓延の影響で全米の劇場の閉幕を余儀なくされ、2020年3月11日、ブロードウェイの閉鎖と共に上演中止となった。その後2021年1月7日、833回上演ののちにブロードウェイ公演の閉幕が発表された。

### 全米ツアー
2019年9月21日、ニューヨーク州バッファローにあるシアズ・パフォーミング・アーツ・センターにて全米ツアー公演が開幕した。メアリー・ケイト・モリッシーがジャニス・サーキシアン役、ダニエル・ウェイドがケイディ・ヘロン、マライア・ローズ・フェイスがレジーナ・ジョージ役、メーガン・マサコ・ヘイリーがグレッチェン・ウィンナース役、ジョナリン・サクスターがカレン・スミス役、エリック・ハフマンがダミアン・ハバード役、アデント・カーターがアーロン・サミュエルズ役、カビア・ベリーがケビン・グナポー役を演じた。

### 映画
2020年1月23日、ティナ・フェイはミュージカルの映画化が制作中であることを発表した。

### ウェスト・エンド
2020年1月上旬、プロデューサーらはウェスト・エンド・プロダクションの制作最終段階にあり、2021年晩春に開幕する予定であることが発表された。しかしコロナウイルス感染症の蔓延の影響で中止となったが、2021年1月、プロデューサーのローン・マイケルズはミュージカル版の映画化、ツアー公演の再開、ロンドン・プロダクションの準備を続けていると語った。

## あらすじ

### 第1幕
ジャニス・サーキシアンとダミアン・ハバードは第四の壁を越えてケイディ・ヘロンを紹介し、物語へといざなう("A Cautionary Tale")。ケイディは両親と共にアフリカのケニアからシカゴ郊外へと転居してきたが、ケイディはすぐに高校の同級生たちが排他的であることに気付く。それでもケイディは新しい高校に馴染もうと努力するが("It Roars")、ケイディは誰にも好かれるどころか知ろうともされないことに気付く("It Roars (Reprise)")。ジャニスとダミアンは、ケイディのグループ選びを手伝うことにし("Where Do You Belong?")、「プラスティクス」と呼ばれる高校社交グループについて説明する。「プラスティクス」は「女王蜂」のレジーナ・ジョージ、レジーナの神経質な二番手のグレッチェン・ウィーナース、ブロンドのステレオタイプであるカレン・スミスの3人で構成される。レジーナたちは今週いっぱいケイディと共に昼食をとることにする("Meet the Plastics")。ケイディがダミアンとジャニスに昼食への招待について明かすと、ジャニスはケイディにその招待を受け、彼女たちが何を話していたか伝えるように頼む。ダミアンは自分たちがなぜレジーナを嫌っているか説明するが、ジャニスは話を遮る。
飛び級の数学の授業で、ケイディは素敵なアーロン・サミュエルズと出会い、すぐに恋に落ちる("Stupid with Love")。数学オリンピック出場者のグループ「マスリーツ」代表であるケヴィンは授業中のケイディの様子に感銘を受け、自分たちのグループに誘うがグレッチェンは「マスリーツ」に入ることは社会的死を意味すると語り、レジーナはケビンをけなして立ち去らせる。ケイディはレジーナが自分を守ってくれたと考えるが、ジャニスはレジーナは危険だと警告する。ケイディは自分の新たな魅力に酔いしれ、ジャニスの警告を気にしない("Apex Predator")。モールにて、グレッチェンはケイディに男性との良い出会いがあったかどうか尋ねる。ケイディがアーロンについて話すと、グレッチェンはレジーナの元カレであると恐れ、レジーナの友人たちはアーロンに関わらないことになっていると話す。プラスティクスとケイディはレジーナの家に集まり、「クールなママ」と会う。グレッチェンとカレンはケイディに、クラスメートの写真にコメントを記した古い「陰口ノート」を見せる。ジャニスの写真のページに来ると、グレッチェンはジャニスとレジーナはかつて親友であったと語る。レジーナが言うには、ジャニスが13歳の誕生会に招待することができず後悔し、アート・セラピーを受けざるを得なくなったのである。その後グレッチェンはケイディに、レジーナとつるんでいることにより自分に自信が持てなくなったと明かす("What's Wrong With Me?")。
翌日、アーロンは以前のレジーナとの関係、レジーナによって自分自身を見失っていたこと、交際をやめた経緯を語る。言い間違いからアーロンはケイディに数学の誤りを説明してくれたため、ケイディがわからない振りをすればアーロンが数学を教えてくれ、より会話ができると考える("Stupid with Love (Reprise)")。この駆け引きの後、アーロンはケイディをハロウィン・パーティに誘う。カレンはこの高校ではハロウィンで「ホット」で「セクシー」な衣装を着ると説明する("Sexy")。ケイディは誤って「怖い」衣装を着て現われ、自分が恥ずかしくなる。パーティ終盤でグレッチェンはレジーナにケイディがアーロンに恋していることを告げ、ケイディとアーロンを祝福してもらおうとする。意地悪なレジーナは面白半分にアーロンとの復縁を願う("Someone Gets Hurt")。ケイディはアーロンがレジーナにキスしている所を目撃し、酷く落胆する。
激怒したケイディはダミアンの家にやってきて、ダミアンとジャニスにことの成り行きを語る。ダミアンはケイディに、レジーナとジャニスの友情が壊れた本当の理由を語る。6年生の時、レジーナはジャニスをレズビアンであると訴え、ジャニスはうまく否定できず、クラスメートたちからいじめられて学校に行けなくなったのである。ケイディ、ダミアン、ジャニスはレジーナに復讐しようと、カルティン・バーを与えて太らせようとする。レジーナからケイディに親友の証として偽キャンディ・ケーン・グラムが送られたことにしてグレッチェンを騙す。これによりグレッチェンは、レジーナが秘密裏にフットボール選手のシェーン・オマーンと交際していることを明かし、ケイディたちはレジーナへの復讐を誓う("Revenge Party")。高校のタレントショーでレジーナはダンスを踊ると("Rockin' Around the Pole")、生徒たちはレジーナの体重の増量に気付きプラスティクスは破滅に向かう、プラスティクスの服装規定を破り、ケイディはレジーナに立ち向かい、昼食のテーブルにつくことを禁じる。皆がレジーナのルールから解放される("Fearless")。ケイディはレジーナを追い出したことを謝ろうとするが、レジーナは自分の時代はまだ終わっていないとほのめかす("Someone Gets Hurt (Reprise)")。

### 第2幕
冬休みの後、完全な転身を遂げて新たな「女王蜂」となったケイディはカレンとグレッチェンを率いるが("A Cautionary Tale (Reprise)")、ダミアンとジャニスはこれに賛同しない。ケイディは家族旅行でジャニスのアートショーに行けないと語る。ダミアンとノースショア高校の女子たちはケイディの増大する社会的強迫観念を止めさせ、自分たちの過去の失敗談からアーロンのために頭の悪そうな行動をとることをやめさせようとする("Stop")。グレッチェンとカレンはケイディに両親に対して嘘をつかせ、週末に両親が旅行に行っている間小さなパーティをしようとそそのかす。グレッチェンはレジーナとケイディとの友情が類似していることに気付き、レジーナの母は娘が何も言ってくれないことに悩み、レジーナの子供の頃を思い出す。グレッチェンはケイディと友人でいることを熟考する("What's Wrong With Me? (Reprise)")。
グレッチェンとカレンの言葉に従い、ケイディはアーロンを誘うためにパーティを開催する。しかしケイディは酔っ払い、奇行に走る("Whose House is This?")。アーロンが到着すると友人たちは寝室から立ち去り、ケイディは「面白い話」としてアーロンに好かれようと頭の悪い振りをしていたことを話す。アーロンは落胆し、プラスティクスとしてのケイディでなく、賢く優しいケイディが好きだったと語る("More is Better")。出て行こうとするアーロンをケイディは追いかけ、アートショーの後にケイディと対峙しようとやってきたジャニスとダミアンに遭遇する。ジャニスとダミアンはケイディは嘘をついて信頼をなくし、完全にプラスティクスになってしまったと語る。数年前にレジーナがやったのと同じく、ケイディはジャニスが自分に恋愛感情があるのだろうと責める。ジャニスとダミアンはケイディの言動に呆れ、ジャニスはアートショーに出展した絵を投げつける。入賞したこの絵は3人を描いたものであった("Someone Gets Hurt (Reprise 2)")。
レジーナはケイディのパーティに誘われなかったこと、カルティン・バーが肥満の原因であることに気付き、「陰口ノート」に自己非難で「レジーナは酷く醜いブタ」と書き、復讐のためにノートを公開する。レジーナはカレン、グレッチェン、ケイディ以外の全員のことが書かれた「陰口ノート」のコピーを学校中にばらまく("World Burn")。これにより学年中の女子たちが喧嘩となる。ジャニスとダミアンは自分たちについてケイディしか知らないことが書かれていることに気付く。ばらまかれた「陰口ノート」を集め、ノーバリー先生は女子たちに話を聞く。ジャニスはケイディとレジーナとの友情の失敗を例に、自分なりの学校での哲学を語り、女子たちに自立を促す("I'd Rather Be Me")。怒ったレジーナが出て行き、ケイディは謝ろうとするが、動揺したレジーナはスクールバスにひかれる。
事故をきっかけにケイディは自分を見つめ直し、自分が悪い変容を遂げてしまったことに気付く。ケイディが書いたことが原因でノーバリー先生が解雇されそうになっていることを知り、自分は一部しか書いていないにも関わらず「陰口ノート」の全責任を取る決心をする。ケイディは3週間の停学を受け、春祭りへの参加を禁止される("Fearless (Reprise)")。ケイディが復学すると、ノーバリー先生はケイディに「マスリーツ」の州選手権に出場することで単位の取得方法を助言し、ケイディは進級できるようになる。「マスリーツ」は優勝し、ケイディは名誉挽回する("Do This Thing")。ケイディはアーロンにキスをし、こっそり春祭りに参加する。レジーナの元に駆け寄り、心を通わせ仲直りする。
ケイディはミス・春祭りに選ばれるが、その王冠が安物で壊れやすいことに気付き、粉々にして女子たちに1人1人が唯一無二であることを語りながら配る。ケイディはジャニスとダミアンに謝り、もう一度やり直すことにする。ケイディ、ダミアン、ジャニス、グレッチェン、カレン、アーロン、そしてレジーナは共に互いを受け入れる("I See Stars")。

## 登場人物および出演者

### オリジナル・キャスト
| 登場人物                                 | ワシントンD.C. (2017年)          | ブロードウェイ (2018年)          | 全米ツアー (2019年)          |
| ---------------------------------------- | -------------------------------- | -------------------------------- | ---------------------------- |
| ケイディ・ヘロン                         | エリカ・ヘニンセン               | エリカ・ヘニンセン               | ダニエル・ウェイド           |
| レジーナ・ジョージ                       | テイラー・ラウダマン             | テイラー・ラウダマン             | マリア・ローズ・フェイス     |
| ジャニス・サーキシアン                   | バレット・ウィルバート・ウィード | バレット・ウィルバート・ウィード | メアリー・ケイト・モリッシー |
| ダミアン・ハバード                       | グレイ・ヘンソン                 | グレイ・ヘンソン                 | エリック・ハフマン           |
| グレッチェン・ウィーナース               | アシュリー・パーク               | アシュリー・パーク               | ミーガン・マサコ・ヘイリー   |
| カレン・スミス                           | ケイト・ロックウェル             | ケイト・ロックウェル             | ジョナリン・サクサー         |
| ケイディの母/ノーバリー先生/レジーナの母 | ケリー・バトラー                 | ケリー・バトラー                 | ゲイレン・ギランド           |
| アーロン・サミュエルズ                   | カイル・シーグ                   | カイル・シーグ                   | アダンテ・カーター           |
| ケビン・グナポー                         | チーチ・マノアー                 | チーチ・マノアー                 | カビア・ベリー               |
| デュバル校長                             | リック・ヤンガー                 | リック・ヤンガー                 | ローレンス・E・ストリート    |

### ブロードウェイの主な代役
- ケイディ・ヘロン: サブリナ・カーペンター[20]
- レジーナ・ジョージ: レネー・ラップ[a][21]
- グレッチェン・ウィーナース: クリスティーナ・アラバド[22]
- ケイディの母/ノーバリー先生/レジーナの母: ジェニファー・シマード,[23] キャサリン・ブルネル[24]
- アーロン・サミュエルズ: キャメロン・ダラス[25]

2020年1月、カイル・シーグが休演の際、キャメロン・ダラスがアーロン・サミュエルズ役を演じた。

## 使用楽曲
Numbers:
Key:
- † オリジナル・ブロードウェイ・キャスト・レコーディングには含まれない
- †† オリジナル・ブロードウェイ・キャスト・レコーディングの「"Fearless"」に含まれる
- ‡ ツアー公演およびブロードウェイ新版でカットされた[28]

| 第1幕 - "A Cautionary Tale" – ジャニス、ダミアン - "It Roars" – ケイディ、アンサンブル - "It Roars (Reprise)"† – ケイディ、アンサンブル - "Where Do You Belong?" – ダミアン、ジャニス、ケイディ、アンサンブル - "Meet the Plastics" – レジーナ、グレッチェン、カレン、ジャニス、ダミアン、ケイディ - "Stupid with Love" – ケイディ - "Apex Predator" – ジャニス、ケイディ、アンサンブル - "What’s Wrong with Me?" – グレッチェン - "Stupid with Love (Reprise)" – アーロン、ケイディ - "Sexy" – カレン、女性アンサンブル - "Someone Gets Hurt" – レジーナ、アーロン、男性アンサンブル - "Revenge Party" – ジャニス、ダミアン、ケイディ、カンパニー - "Fearless" – ケイディ、グレッチェン、カレン、アンサンブル - "Someone Gets Hurt" (Reprise 1)†† ‡ – レジーナ、アンサンブル | 第2幕 - "A Cautionary Tale (Reprise)"† - ジャニス、ダミアン - "Stop" – ダミアン、アートの生徒、カレン、アンサンブル - "What's Wrong With Me? (Reprise)" – グレッチェン、レジーナの母 - "Whose House Is This?" – ケヴィン・G、ケイディ、グレッチェン、カレン、アンサンブル - "More Is Better" – ケイディ、アーロン、アンサンブル - "Someone Gets Hurt (Reprise)" – ケイディ、ジャニス、ダミアン - "World Burn" – レジーナ、アンサンブル - "I'd Rather Be Me" – ジャニス、アンサンブル - "Fearless (Reprise)"† – ケイディ - "Do This Thing" –ケイディ、 ノーバリー先生、ケヴィン・G、マスリーツ - "I See Stars" – ケイディ、カンパニー |

## レコーディング
2018年5月18日、アメリカにてオリジナル・ブロードウェイ・キャスト・レコーディングのデジタル配信が開始した。6月15日、CDがリリースされた。ビルボード200で初登場42位となり、同年のキャスト・アルバムで最高位であった。
2018年12月7日、上演で使用されながらキャスト・レコーディングに含まれなかった「"Rockin' Around the Pole"」がデジタル配信され、ホリデー向けにミュージック・ビデオがリリースされた。2020年4月8日、ワシントンD.C.での試験興行では使用されたがブロードウェイ公演ではカットされた「"Bossed Up"」のライブ・レコーディングが、ブロードウェイ公演2周年を記念して公式にリリースされた。

## 受賞歴

### オリジナル・ワシントンD.C.・プロダクション (2017年)
| 年     | 賞                       | 部門                                        | ノミネート者                    | 結果       |
| ------ | ------------------------ | ------------------------------------------- | ------------------------------- | ---------- |
| 2018年 | ヘレン・ヘイズ・アワード | Outstanding Visiting Production             | Outstanding Visiting Production | 受賞       |
| 2018年 | ヘレン・ヘイズ・アワード | Outstanding Performer - Visiting Production | グレイ・ヘンソン                | ノミネート |
| 2018年 | ヘレン・ヘイズ・アワード | Outstanding Performer - Visiting Production | ケイト・ロックウェル            | ノミネート |

### オリジナル・ブロードウェイ・プロダクション (2018年)
| 年   | 賞                                 | 部門                               | ノミネート者                                   | 結果       |
| ---- | ---------------------------------- | ---------------------------------- | ---------------------------------------------- | ---------- |
| 2018 | トニー賞                           | ミュージカル作品賞                 | ミュージカル作品賞                             | ノミネート |
| 2018 | トニー賞                           | ミュージカル主演女優賞             | テイラー・ラウダマン                           | ノミネート |
| 2018 | トニー賞                           | ミュージカル助演男優賞             | グレイ・ヘンソン                               | ノミネート |
| 2018 | トニー賞                           | ミュージカル助演女優賞             | アシュリー・パーク                             | ノミネート |
| 2018 | トニー賞                           | ミュージカル脚本賞                 | ティナ・フェイ                                 | ノミネート |
| 2018 | トニー賞                           | オリジナル楽曲賞                   | ジェフ・リッチモンド、ネル・ベンジャミン       | ノミネート |
| 2018 | トニー賞                           | ミュージカル装置デザイン賞         | スコット・パスク、フィン・ロス、アダム・ヤング | ノミネート |
| 2018 | トニー賞                           | ミュージカル衣装デザイン賞         | グレッグ・バーンズ                             | ノミネート |
| 2018 | トニー賞                           | ミュージカル音響デザイン賞         | ブライアン・ロナン                             | ノミネート |
| 2018 | トニー賞                           | ミュージカル演出賞                 | ケイシー・ニコロウ                             | ノミネート |
| 2018 | トニー賞                           | 振付賞                             | ケイシー・ニコロウ                             | ノミネート |
| 2018 | トニー賞                           | 編曲賞                             | ジョン・クランシー                             | ノミネート |
| 2018 | ドラマ・デスク・アワード           | ミュージカル作品賞                 | ミュージカル作品賞                             | ノミネート |
| 2018 | ドラマ・デスク・アワード           | ミュージカル助演男優賞             | グレイ・ヘンソン                               | ノミネート |
| 2018 | ドラマ・デスク・アワード           | ミュージカル助演女優賞             | アシュリー・パーク                             | ノミネート |
| 2018 | ドラマ・デスク・アワード           | ミュージカル助演女優賞             | ケイト・ロックウェル                           | ノミネート |
| 2018 | ドラマ・デスク・アワード           | 振付賞                             | ケイシー・ニコロウ                             | ノミネート |
| 2018 | ドラマ・デスク・アワード           | 作詞賞                             | ネル・ベンジャミン                             | ノミネート |
| 2018 | ドラマ・デスク・アワード           | ミュージカル脚本賞                 | ティナ・フェイ                                 | 受賞       |
| 2018 | ドラマ・デスク・アワード           | 衣装デザイン賞                     | グレッグ・バーンズ                             | ノミネート |
| 2018 | ドラマ・デスク・アワード           | プロジェクト・デザイン賞[          | フィン・ロス、アダム・ヤング                   | ノミネート |
| 2018 | ドラマ・デスク・アワード           | ウィッグ・ヘア・デザイン賞         | ジョシュ・マーケット                           | ノミネート |
| 2018 | ドラマ・リーグ・アワード           | ミュージカル・プロダクション賞     | ミュージカル・プロダクション賞                 | ノミネート |
| 2018 | ドラマ・リーグ・アワード           | パフォーマンス賞                   | テイラー・ラウダマン                           | ノミネート |
| 2018 | ドラマ・リーグ・アワード           | パフォーマンス賞                   | アシュリー・パーク                             | ノミネート |
| 2018 | アウター・クリティクス・サークル賞 | 新作ブロードウェイ・ミュージカル賞 | 新作ブロードウェイ・ミュージカル賞             | ノミネート |
| 2018 | アウター・クリティクス・サークル賞 | ミュージカル脚本賞                 | ティナ・フェイ                                 | 受賞       |
| 2018 | アウター・クリティクス・サークル賞 | ミュージカル演出賞                 | ケイシー・ニコロウ                             | ノミネート |
| 2018 | アウター・クリティクス・サークル賞 | ミュージカル主演女優賞             | エリカ・ヘニンセン                             | ノミネート |
| 2018 | アウター・クリティクス・サークル賞 | ミュージカル主演女優賞             | テイラー・ラウダマン                           | ノミネート |
| 2018 | アウター・クリティクス・サークル賞 | ミュージカル助演女優賞             | ケリー・バトラー                               | ノミネート |
| 2018 | アウター・クリティクス・サークル賞 | ミュージカル助演女優賞             | アシュリー・パーク                             | ノミネート |
| 2018 | アウター・クリティクス・サークル賞 | プロジェクション・デザイン賞       | フィン・ロス、アダム・ヤング                   | ノミネート |
| 2018 | チタ・リヴェラ賞                   | ブロードウェイ振付賞               | ケイシー・ニコロウ                             | ノミネート |
| 2018 | チタ・リヴェラ賞                   | ブロードウェイ・アンサンブル賞     | ブロードウェイ・アンサンブル賞                 | 受賞 (tie) |
| 2018 | チタ・リヴェラ賞                   | ブロードウェイ女性ダンサー賞       | アシュリー・パーク                             | ノミネート |